# 曼尼亞斯湖
40°11′N 27°58′E / 40.183°N 27.967°E

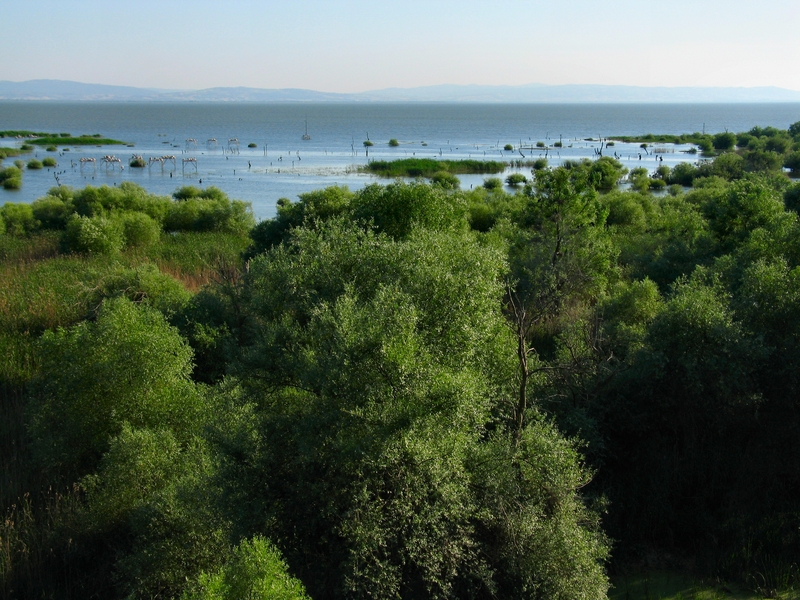
曼尼亞斯湖

曼尼亞斯湖（土耳其語：Manyas Kuşgölü）是土耳其的湖泊，位於該國西部，由巴勒克埃西爾省負責管轄，寬11公里，面積166平方公里，海拔高度15米，平均水深3米，該湖有超過270種鳥類棲息。

## 外部連結
- Bird Paradise